# Kacper Meyna
Kacper Meyna (ur. 10 czerwca 1999 w Kościerzynie) – polski bokser. Zawodowy mistrz Polski w wadze ciężkiej oraz Mistrz WBC Francophone w tej samej kategorii. 

## Kariera zawodowa
Pierwszą zawodową walkę w boksie stoczył 10 maja 2019, mierząc się z Krystianem Arndtem. Zwyciężył jednogłośnie na punkty. Pojedynek był ćwierćfinałem Polskiego Turnieju Wagi Ciężkiej.
Drugą walkę stoczył na gali Summer Boxing Night II, która odbyła się 21 sierpnia 2019 w Kałuszynie. Jego rywalem był Mateusz Rybarski. Ponownie zwyciężył jednogłośną decyzją sędziów.
Meyna sięgnął w 2023 roku po tytuł mistrzowski WBC Francophone w wadze ciężkiej, pokonując Krzysztofa Twardowskiego.
Podczas gali Rocky Boxing Night, która odbyła się 2 marca 2024 w Koszalinie, zawalczył z Adamem Kownackim o wakujący pas mistrza Polski wagi ciężkiej. Wygrał przez techniczny nokaut po zaledwie 45 sekundach pierwszej rundy, kiedy to zasypał gradem ciosów rywala.
8 czerwca 2024 w Karlinie pokonał przez techniczny nokaut w pierwszej rundzie Czecha, Pavla Soura.
W walce wieczoru gali Kapeo Rocky Boxing Night, która odbyła się 12 kwietnia 2025 w Sopocie, zawalczył z Mariuszem Wachem. W stawce był należący do Meyny tytuł zawodowego mistrza Polski. Zwyciężył jednogłośnie na punkty.
7 czerwca 2025 na gali grupy Universum w Hamburgu, zwyciężył jednogłośnie na punkty z Wenezuelczykiem, Luisem Josem Marinem Garcią.

## Osiągnięcia
- 2022: Mistrz Polski w wadze ciężkiej[13]
- 2023: Mistrz Polski w wadze ciężkiej[14]
- 2023: Mistrz WBC Francophone w wadze ciężkiej[6]
- 2024-nadal: Mistrz Polski w wadze ciężkiej[8]
- 2025-nadal: Mistrz WBC Baltic w wadze ciężkiej

## Lista walk w zawodowym boksie
| Wynik     | Rekord | Przeciwnik (bilans przed walką) | Rozstrzygnięcie | Runda/Czas   | Data       | Miejsce                                        | Uwagi |
| --------- | ------ | ------------------------------- | --------------- | ------------ | ---------- | ---------------------------------------------- | --- |
| Wygrana   | 15-1   | Luis Jose Marin Garcia (16-10)  | UD              | 6            | 07.06.2025 | Universum Gym, Hamburg                         | |
| Wygrana   | 14-1   | Mariusz Wach (38-11)            | UD              | 10           | 12.04.2025 | Hala Stulecia Sopotu, Sopot                    | Obronił mistrzostwo Polski w wadze ciężkiej. Zdobył pas mistrzowski WBC Baltic w wadze ciężkiej. Main Event. |
| Wygrana   | 13-1   | Pavel Sour (19-21)              | TKO             | 1 (8), 2:17  | 08.06.2024 | Regionalne Centrum Turystyki i Sportu, Karlino | |
| Wygrana   | 12-1   | Adam Kownacki (20-4. 1 NC)      | TKO             | 1 (10), 0:45 | 02.03.2024 | Hala Widowiskowo-Sportowa, Koszalin            | Zdobył wakujący pas mistrza Polski w wadze ciężkiej. Main Event                                              |
| Wygrana   | 11-1   | Krzysztof Twardowski (10-4)     | TKO             | 9 (10), 1:30 | 02.06.2023 | Hala Sportowa, Żukowo                          | Zdobył pas mistrza WBC Francophone w wadze ciężkiej.                                                         |
| Wygrana   | 10-1   | Jakub Sosiński (8-1-1)          | TKO             | 1 (10), 2:34 | 11.02.2023 | Hala widowiskowo-sportowa, Stężyca             | Zdobył wakujący pas mistrza Polski w wadze ciężkiej.                                                         |
| Wygrana   | 9-1    | Michal Bańbuła (13-34-5)        | RTD             | 3 (8), 3:00  | 01.10.2022 | Regionalne Centrum Turystyki i Sportu, Karlino | |
| Wygrana   | 8-1    | Jacek Krzysztof Piątek (11-1    | KO              | 1 (10), 2:46 | 19.03.2022 | Hala widowiskowo-sportowa, Stężyca             | Zdobył wakujący pas mistrza Polski w wadze ciężkiej.                                                         |
| Wygrana   | 7-1    | Tamaz Zadiszwili (7-20-1)       | TKO             | 2 (6), 0:48  | 10.12.2021 | Hala Sportowa, Żukowo                          | |
| Wygrana   | 6-1    | Michal Bańbuła (13-32-5)        | UD              | 8            | 02.10.2021 | Hala Sportowa Sokolnia, Kościerzyna            | |
| Przegrana | 5-1    | Mateusz Cielepała (2-1)         | UD              | 8            | 30.05.2021 | Hala widowiskowo-sportowa, Stężyca             | |
| Wygrana   | 5-0    | Zoltan Csala (12-22)            | TKO             | 3 (6), 0:22  | 02.10.2020 | Hala widowiskowo-sportowa, Wielki Klincz       | |
| Wygrana   | 4-0    | Andras Csomor (18-27-2)         | TKO             | 3 (6), 1:55  | 29.02.2020 | Hala widowiskowo-sportowa, Stężyca             | |
| Wygrana   | 3-0    | Paweł Słowik (3-3)              | UD              | 6            | 14.12.2019 | Hala Sportowa Sokolnia, Kościerzyna            | |
| Wygrana   | 2-0    | Mateusz Rybarski (1-8)          | UD              | 4            | 21.08.2019 | Zalew Karczunek, Kałuszyn                      | |
| Wygrana   | 1-0    | Krystian Arndt (0-0)            | UD              | 4            | 10.05.2019 | Hala Sportowa Sokolnia, Kościerzyna            | Debiut w zawodowym boksie.                                                                                   |

Legenda: TKO – techniczny nokaut, KO – nokaut, UD – jednogłośna decyzja, SD – niejednogłośna decyzja, MD – decyzja większości, PTS – walka zakończona na punkty, RTD – techniczna decyzja sędziów, DQ – dyskwalifikacja

## Życie prywatne
Mieszka w Sikorzynie koło Gołubia, w gminie Stężyca, ma syna.